# منتخب فرنسا لهوكي الجليد للسيدات
منتخب فرنسا الوطني لهوكي الجليد للسيدات (بالفرنسية: Équipe de France féminine de hockey sur glace)‏ هو ممثل فرنسا الرسمي في المنافسات الدولية في هوكي الجليد في فئة هوكي الجليد للسيدات ‏. تأسس في 1989.

## وصلات خارجية
- الموقع الرسمي